# لا شابيل (الأردين)
لا شابيل هي بلدية فرنسية تقع في إقليم الأردين في منطقة غراند إيست. 